# Грибков, Николай Николаевич
Никола́й Никола́евич Грибко́в (6 февраля 1924 года — 24 апреля 1945 года) — гвардии сержант, командир отделения взвода пешей разведки 210-го гвардейского Полоцкого Краснознаменного стрелкового полка 71-й гвардейской Витебской Краснознамённой стрелковой дивизии 23-го гвардейского стрелкового корпуса 6-й гвардейской армии 1-го Прибалтийского фронта, полный кавалер Ордена Славы (1945).

## Биография
Родился 6 февраля 1924 года в ныне несуществующей деревне Козикино (территория современного Рамешковского района Тверской области) в крестьянской семье. Русский.
С 1931 года жил в Калинине (ныне Тверь), окончил 9 классов.
В мае 1942 года был призван в РККА, с декабря 1942 года находился на фронтах Великой Отечественной войны.
23 июня 1944 года, будучи командиром отделения пешей разведки 210-го гвардейского стрелкового полка 71-й гвардейской стрелковой дивизии 6-й гвардейской армии 1-го Прибалтийского фронта гвардии сержант Грибков со своим отделением в числе первых ворвался на железнодорожную станцию Сиротино Шумилинского района Витебской области и уничтожил в бою несколько солдат противника, способствовав овладению стрелковым подразделением железнодорожной станцией а затем и посёлком Шумилино. Указом Президиума Верховного Совета СССР 30 августа 1944 года за данный подвиг награждён орденом Славы 3 степени.
20 сентября 1944 года возле местечка Балбаржи Добельского района Латвийской ССР во главе взвода пешей разведки проник в расположение противника и захватил «языка». Указом Президиума Верховного Совета СССР от 22 сентября 1944 года награждён орденом Славы 2 степени.
27 октября 1944 года, будучи командиром отделения, возглавлял поиск в районе местечка Пави Лиепайского района Латвийской ССР и в бою уничтожил 6 солдат противника, пленив одного. 2 ноября того же года совместно с разведчиками захватил «языка» возле местечка Стерини Лиепайского района.
Указом Президиума Верховного Совета СССР от 24 марта 1945 года награждён орденом Славы 1 степени, став полным кавалером ордена Славы.
27 апреля 1945 года скончался от ран в госпитале. Похоронен в Екабпилсе.

## Награды
- Орден Славы I степени (1945)
- Орден Славы II степени (1944)
- Орден Славы III степени (1944)
- Медаль За отвагу (1944)